# Севтополь
Севто́поль (Севтополис, др.-греч. Σευθόπολις) — древний фракийский город, столица одрисского правителя Севта III. 

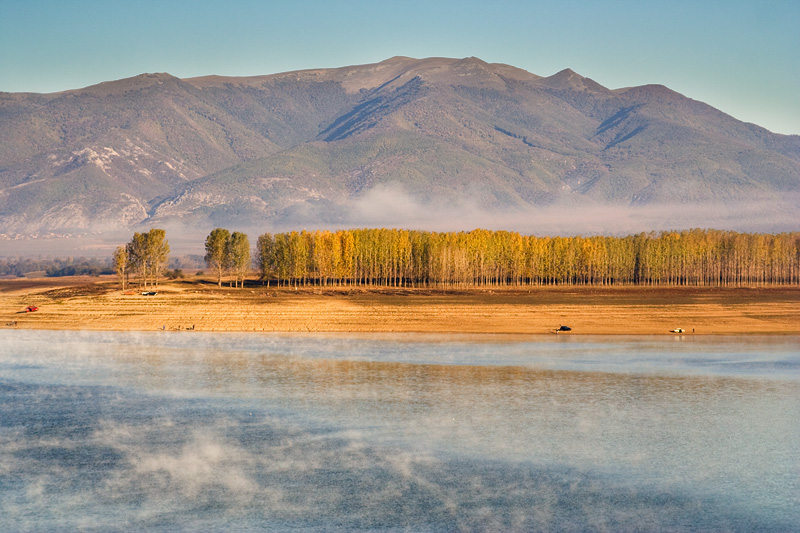
Водохранилище Копринка, на дне которого находятся руины Севтополя

Открыт при спасательных археологических работах в зоне затопления ГЭС «Георгий Димитров» недалеко от болгарского города Казанлык, проводимых Национальным археологическим институтом при Болгарской академии наук (НАИМ-БАН).

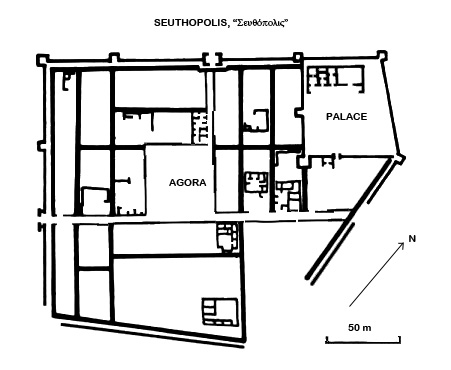
План города Севтополь

В 1948 году комиссия в составе Крыстю Миятева, Веселина Бешевлиева и Николы Мавродинова, назначенная Болгарской академией наук по докладу Мавродинова, открыла большое старинное городище, с ограждающей его крепостной стеной. Затопление грозило и двум большим курганам. Раскопки проводились семь лет, с 1948 по 1954 год. Раскопками руководил профессор Д. П. Димитров и его ассистенты. Первоначально были раскопаны курганы, но почти ничего в них не было обнаружено. Раскопки в последние годы финансировало министерство электрификации, которым руководил Кимон Георгиев. Ещё в древности поселение было залито водой вследствие какого-то большого наводнения. Крепостная стена образует прямоугольник со слегка изогнутой северной стеной. По углам имеются оборонительные башни. Существовало два входа — с запада и с севера. В северо-западном углу другой стеной выгорожено пространство, где находятся развалины большого продолговатого здания с четырьмя отделениями и дорическими колоннами. В этом здании найдена надпись с названием города — др.-греч. Σευθόπολις. Керамика, монеты и другие находки свидетельствуют, что город основан в IV веке до н. э. фракийским царём Севтом III в честь победы над македонянами. Профессор Д. П. Димитров на основании найденной надписи считает, что здание в северо-западном углу города — храм. В городе раскопаны основания больших домов эллинистического типа — с дворами посередине. Крепостная стена окружает пространство в 5 га. Улицы от ворот вымощены камнем. Город имел канализацию, но не имел водопровода. Предположительно, в городе процветали гончарное бронзолитейное, кузнечное и кожевенное ремёсла. Город просуществовал недолго и разрушен в III веке до н. э., вероятно, кельтами.
В окрестностях города на холмах множество курганов. В 9 км к востоку, у города Казанлык в 1944 году открыта фракийская гробница. У раскопанных профессором Д. П. Димитровым двух больших курганов открыт некрополь.  Раскопками некрополя Севтополя руководила Мария Чичикова. Раскопана только небольшая часть могил. Найдено множество керамики, преимущественно местной фракийской. Широко употребляется также греческая керамика, в частности с Тасоса.
Также были найдены сокровища фракийского правителя — множество золотых украшений и золотые маски, возраст которых превышает четыре тысячи лет.
В настоящее время ведутся работы по превращению руин в туристический центр.
Комплекс памятников получил название Долины фракийских правителей.